# Răuți

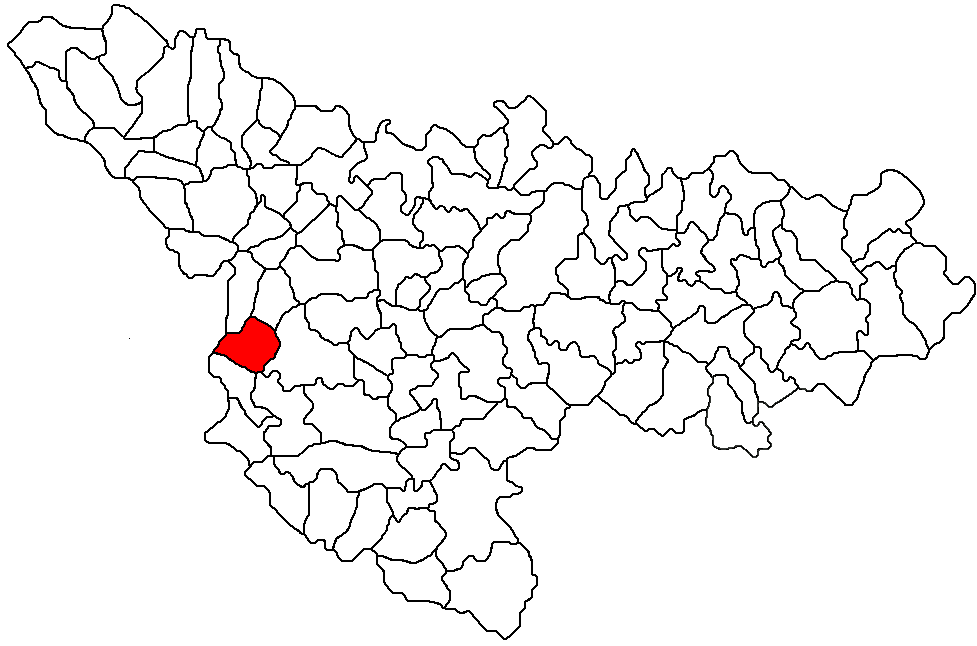
Lage der Gemeinde Uivar im Kreis Timiș

Răuți (deutsch Aurelheim auch Rautendorf, volkstümlich: Ollerhas, ungarisch Áurelháza, Holler) ist ein Dorf im Kreis Timiș, Banat, Rumänien. Răuți gehört zur Gemeinde Uivar (Neuburg an der Bega).

## Lage
Răuți liegt im äußersten Südwesten des Kreises Timiș, am rechten Ufer des Begakanals, 25 Kilometer westlich von Timișoara.

## Nachbarorte
| Checea | Cenei                                       | Sânmihaiu German |
| Hetin  | Kompassrose, die auf Nachbargemeinden zeigt | Șag              |
| Uivar  | Sânmartinu Sârbesc                          | Diniaș           |

## Geschichte
Auf der Mercykarte von 1725 war auf dem Gebiet des heutigen Răuți ein Ort namens Sillasch eingetragen. Während der österreichischen Zeit trug der Ort auch den Namen Rautendorf. Auf einer Landkarte von 1761 erschien wieder die Bezeichnung Silasch. Danach verschwand der Ort völlig aus den Aufzeichnungen.
Das heutige Răuți wurde 1843 auf den Ländereien des Grafen Aurel von Deschöffi gegründet. Ihm verdankt der Ort seinen Namen Aurelheim/Áurelháza. Die ersten Ansiedler waren 40 ungarische Familien aus Sânmartinu Maghiar. Im Jahr 1858 wurden zehn deutsche Handwerkerfamilien angesiedelt. Zwischen 1870 und 1880 kamen noch einige deutsche Familien hauptsächlich aus Hatzfeld und den umliegenden Dörfern hinzu.
Nach dem Vertrag von Trianon, der die Dreiteilung des Banats zur Folge hatte, fiel Aurelheim an Rumänien und wurde in Răuți umbenannt.
Infolge des Waffen-SS Abkommens vom 12. Mai 1943 zwischen der Antonescu-Regierung und Hitler-Deutschland wurden alle deutschstämmigen wehrpflichtigen Männer in die deutsche Armee eingezogen. Noch vor Kriegsende, im Januar 1945, fand die Deportation aller volksdeutschen Frauen zwischen 18 und 30 Jahren und Männer im Alter von 16 bis 45 Jahren zur Aufbauarbeit in die Sowjetunion statt.
Das Bodenreformgesetz vom 23. März 1945, das die Enteignung der deutschen Bauern in Rumänien vorsah, entzog der ländlichen Bevölkerung die Lebensgrundlage. Der enteignete Boden wurde an Kleinbauern, Landarbeiter und Kolonisten aus anderen Landesteilen verteilt. Anfang der 1950er Jahre wurde die Kollektivierung der Landwirtschaft eingeleitet. Durch das Nationalisierungsgesetz vom 11. Juni 1948, das die Verstaatlichung aller Industrie- und Handelsbetriebe, Banken und Versicherungen vorsah, fand die Enteignung aller Wirtschaftsbetriebe unabhängig von der ethnischen Zugehörigkeit statt.
Da die Bevölkerung entlang der rumänisch-jugoslawischen Grenze von der rumänischen Staatsführung nach dem Zerwürfnis Stalins mit Tito und dessen Ausschluss aus dem Kominform-Bündnis als Sicherheitsrisiko eingestuft wurde, erfolgte am 18. Juni 1951 die Deportation „von politisch unzuverlässlichen Elementen“ in die Bărăgan-Steppe unabhängig von der ethnischen Zugehörigkeit. Die rumänische Führung bezweckte zugleich den einsetzenden Widerstand gegen die bevorstehende Kollektivierung der Landwirtschaft zu brechen. Als die Bărăganverschleppten 1956 heimkehrten, erhielten sie die 1945 enteigneten Häuser und Höfe zurückerstattet. Der Feldbesitz wurde jedoch kollektiviert.

## Wirtschaft
Die Landwirtschaft war der Hauptwirtschaftszweig in Aurelheim. Neben Getreide baute man auch Tabak und Gemüse an. Viele Bauern hatten auch Weingärten. Bekannt waren die Ollerhaser Wasser- und Zuckermelonen. Die Tierzucht war ebenso entwickelt. Schweine, Rinder und Geflügel wurden auf den Josefstädter Markt in Timișoara gebracht.
Im 19. Jahrhundert war vor allem das Handwerk stark vertreten. Es gab drei Gasthäuser in Aurelheim, drei Einkaufsläden und zwei Krämereien, eine Molkerei, drei Metzgereien, drei Schuster, drei Schmiede, drei Schneider, drei Friseure, zwei Wagnereien und zwei Tischlereien.
Die Hauptverkehrsader war die Bega. Einer Ollerhaser Gesellschaft gehörte ein Schiff und wurde auch von Ollerhasern gefahren. Auf dem Wasserweg wurden die landwirtschaftlichen Produkte auf die Märkte nach Temeswar und sogar bis Wien gebracht.
Nach der Bodenreform von 1945 wurde der gesamte landwirtschaftliche Besitz enteignet. 1952 begann die Kollektivierung der Landwirtschaft. Viele Bauern konzentrierten sich danach auf Haus und Garten, wo neben dem Gemüsebau auch Schweine und Geflügel gehalten wurden.

## Kultur
Von 1875 bis 1876 wurde die Kirche in barockem Stil gebaut. Alle Einwohner von Aurelheim, sowohl die Deutschen als auch die Ungarn, waren römisch-katholischen Glaubens.
Das kulturelle und gesellschaftliche Leben entwickelte sich besonders in der Zwischenkriegszeit. Es gab eine Blasmusikkapelle und eine Schrammelmusik, einen Gesangsverein, einen Männerchor und einen Kirchenchor.